# Marcos Palmeira
Marcos Palmeira de Paula (Rio de Janeiro, 19 de agosto de 1963) é um ator e empresário rural brasileiro. Oriundo de uma família de artistas, iniciou a carreira na infância, consolidando-se profissionalmente a partir da década de 1980 no cinema e na televisão.
Em 1990, começou seu destaque na televisão devido ao sucesso como o personagem Tadeu em Pantanal, conquistando personagens de grande destaque como João Pedro em Renascer (1993), João Coragem em Irmãos Coragem (1995), Valentim em Salsa e Merengue (1996), Alexandre em Torre de Babel (1998), Chico Mota em Andando nas Nuvens (1999), Guma em Porto dos Milagres (2001), Fernando em Celebridade (2003), Gustavo em Cama de Gato (2009) e Sandro em Cheias de Charme (2012), além da série Mandrake (2005–07).
No cinema, destacou-se em 1988 no papel de Alpino em Dedé Mamata, recebendo o Kikito de Ouro de 'Melhor Ator Coadjuvante' pelo Festival de Gramado, recebendo o prêmio novamente dois anos depois pela sua atuação em Barrela: Escola de Crimes, desta vez pela categoria de 'Melhor Ator'. Além disso, no longa Anahy de las Misiones, no qual deu vida a um dos filhos da personagem principal, foi eleito 'Melhor Ator' pelo Festival de Brasília. Posteriormente, interpretou o personagem principal em Villa-Lobos - Uma Vida de Paixão.

## Biografia

### Família
O pai de Marcos Palmeira é o diretor José Viana de Oliveira Paula (Zelito Viana), filho de Francisco Anysio de Oliveira Paula e de Haydee Viana. Francisco e Haydee são também pais de Francisco Anysio de Oliveira Paula Filho (Chico Anysio) e de Maria Lupicinia Viana de Paula (Lupe Gigliotti). Palmeira tem como primos os atores Bruno Mazzeo e Nizo Neto e as atrizes Cininha de Paula e sua filha Maria Maya. Zelito é um dos mais renomados diretores de cinema. Fundou junto com Glauber Rocha a Mapa Filmes, empresa que dirige até hoje. Marcos manteve relacionamentos com as atrizes Alessandra Negrini, de 1998 a 1999, Ana Paula Arósio, de 2000 a 2003, e Luana Piovani, durante sete meses em 2003, e foi casado com a atriz e cantora Vanessa Barum, de 1993 a 1998, e com a diretora artística Amora Mautner, de 2005 a 2012; com ela teve sua única filha, Júlia Mautner Palmeira de Paula, nascida em agosto de 2007. Desde 2016, é casado com a diretora Gabriela Gastal, filha da figurinista Helena Gastal, que por sua vez foi responsável pelo vestuário de novelas como Água Viva, Vale Tudo e Tieta.
Betse de Paula, irmã mais velha de Marcos, é diretora de cinema de filmes como o O Casamento de Louise, Celeste e Estrela e Vendo ou Alugo, pelo qual ganhou prêmio de melhor direção no Festival de Recife.Já a mãe do ator é a produtora Vera Maria Borges Palmeira de Paula (conhecida por Vera de Paula), que por sua vez é filha do advogado sergipano Sinval Palmeira, deputado estadual do Rio de Janeiro cassado pela ditadura militar, com Lourdes Borges. Além da carreira como produtora, Vera também possui  graduação em Pedagogia.
Apesar de ter crescido em meio aos bastidores de produções cinematográficas, o ator chegou a cogitar cursar Psicologia na PUC-RJ, mas escolheu a carreira artística após uma incursão pela tribo Arara, no Pará, em 1982, onde passou cerca de 30 dias com o cineasta e fotógrafo Luiz Carlos Saldanha, para filmar um documentário e cuidar do equipamento de som. Os Arara não falavam português, e Palmeira tinha que se comunicar por gestos, o que lhe despertou de forma definitiva a vontade de atuar. 

### Outros projetos
Marcos é produtor de alimentos orgânicos (sem uso de agrotóxicos) em Teresópolis. Os produtos da Fazenda Vale das Palmeiras são encontrados nos supermercados da Zona Sul e em pequenos comércios naturais, todos no Rio de Janeiro. Como consultor, presta assistência em diversos projetos de alimentação orgânica espalhados pelo Brasil, inclusive a implantação do projeto PAIS  – Produção Agrícola Integrada Sustentável, na aldeia Xavante de São Pedro, Onça Preta e Parinaíba, na Reserva Parabubure no Mato Grosso.
Desde junho de 2008, Marcos Palmeira apresenta um programa semanal na TV Cultura chamado A'Uwe. que vai ao ar todos os domingos, às 17h, e é o único espaço da televisão brasileira 100% dedicado para a cultura indígena. Na sua adolescência, enquanto o pai rodava o filme Terra dos Índios, Marcos Palmeira conviveu com índios Xavantes e foi batizado com o nome Tsiwari, que significa "sem medo". Desse intercâmbio cultural, Marcos trouxe na bagagem a percepção de coletividade e o chamado pela natureza. Em 2003,  recebeu um pedido de socorro de um cacique Xavante que havia conhecido 20 anos antes: os índios das aldeias São Pedro e Onça Preta, na Terra Indígena de Parabubure, no estado do Mato Grosso, estavam em sérias dificuldades e queriam conhecer e iniciar o cultivo orgânico de alimentos e esejavam também divulgar suas tradições, para que as pessoas urbanas entendessem a importância de preservar a cultura dos povos indígenas no Brasil. A preparação durou 1 ano e, em 2004, Marcos liderou uma expedição composta por amigos e, durante 15 dias, sua equipe viveu com os índios xavantes nas aldeias. Dessa vivência nasceu o documentário Expedição A’Uwe - A Volta de Tsiwari, que 4 anos mais tarde, deu origem à série da TV Cultura. Em cada programa, Marcos leva ao grande público documentários feitos por índios e não-índios que mostram rituais, conflitos, tradições e histórias sobre as diferentes etnias indígenas. O programa também tem um site e um blog sobre o tema. Além disso, apresenta a série documental "Manual de Sobrevivência para o Século XXI",  do Canal Futura, com segunda temporada já gravada, e o documentário "A Era dos Humanos", do Globoplay, o qual foi premiado internacionalmente. 
Para além dos trabalhos citados, em 2025, Marcos, pela primeira vez, integrou um filme como diretor de cinema em Alter do Chão, Pará, assumindo o longa metragem "Sedução" juntamente com seu pai Zelito Viana, onde, além de dirigir, participa do elenco como protagonista. A trama é inspirada no avô de Marcos, que mantinha uma segunda família, e conta com nomes como Dira Paes, Camila Morgado, Jean Pierre Noher e Mell Muzzillo no elenco.

## Carreira

### Na televisão
Iniciou sua trajetória ainda jovem, em 1975, no especial O Menino Atrasado, da TVE Brasil. Posteriormente, retornou a televisão no início da década de 1980 na Rede Globo ao participar do humorístico Chico Anysio Show, obra do seu tio Chico Anysio. Nos três anos posteriores, concluiu a década ao fazer uma ponta na telenovela Roda de Fogo como um rapaz que aparece socorrendo Renato (Tarcísio Meira), além de viver Creonte, seu primeiro personagem em novelas de fato, na primeira fase de Mandala e Mário Sérgio, chefe de redação da Tomorrow e um dos pares românticos de Solange (Lídia Brondi) em Vale Tudo. Na década de 1990, ganhou destaque nacional ao interpretar o peão Tadeu na telenovela da Rede Manchete Pantanal; no mesmo ano, viveu Solon na minissérie Desejo, além de atuar em minissérie francesa Les Cavaliers aux Yeux Verts. Em 1991, viveu Caio (em 1899) e Lúcio em Amazônia, novamente na Manchete.
Em 1993, fez sucesso na telenovela Renascer como João Pedro, o filho rejeitado do protagonista José Inocêncio (Antônio Fagundes). Posteriormente, em entrevista ao Memória Globo, o ator declararia que, apesar de não se considerar religioso, tanto este trabalho como o de Porto dos Milagres o reaproximaram espiritualmente da família, fortemente ligada ao candomblé. Nos dois anos seguintes, foi Cirino, amante da personagem título (Glória Pires) na minissérie Memorial de Maria Moura e João Coragem em Irmãos Coragem, adaptação de Dias Gomes e Marcílio Moraes da novela homônima de 1970. Em 1996, esteve na obra A Vida como Ela é.. e A Comédia da Vida Privada como Dionísio no episódio "A próxima atração", além de viver o galanteador Valentim, um dos protagonistas de Salsa e Merengue, onde trabalhou pela primeira vez com a prima, a diretora Cininha de Paula. Concluiu o decênio na pele do advogado Alexandre, um dos herdeiros de César (Tarcísio Meira) e Marta (Glória Menezes) em Torre de Babel, e do jornalista Chico Mota, aliado do protagonista Otávio Montana (Marco Nanini) que se envolve com a filha do mesmo, a também jornalista Júlia (Débora Bloch) em Andando nas Nuvens.
Em 2000, interpretou Francisco Hodges na telenovela Esplendor e, no ano seguinte, foi o pescador Guma, protagonista de Porto dos Milagres inspirado no personagem de mesmo nome do romance Mar Morto. Em 2002, esteve na série Brava Gente como o assaltante Bolado, em Coração de Estudante como Júlio Rosa e em Esperança como Zequinha. Nos quatro anos seguintes, atuou como o produtor de cinema Fernando Amorim em Celebridade, Bob Camargo no especial Histórias de Cama e Mesa, o delegado Gilberto em Belíssima e participou da série Cilada. Concluiu esta década atuando na série Mandrake, da HBO, como doutor Paulo Mendes, advogado que dá nome ao programa e pelo qual recebeu uma indicação ao Emmy Internacional de Melhor Ator de Série; além disso, viveu Bento em Três Irmãs, Renato em Casos e Acasos e o protagonista Gustavo Brandão, um amargurado empresário dado como morto após ser vítima de uma brincadeira do melhor amigo, o bem intencionado Alcino (Carmo Dalla Vecchia) e da esposa, a vilã Verônica (Paolla Oliveira), na telenovela das 18h Cama de Gato.
No início da década de 2010, esteve na série As Brasileiras como Anderson no episódio "A Justiceira de Olinda" e como empresário Fernando em "A De Menor do Amazonas"; interpretou Sandro Barbosa, marido de Penha (Taís Araújo) que vivia às custas da mesma, na telenovela Cheias de Charme e voltou com o papel de doutor Paulo Mendes em Mandrake. Em 2013, foi o guarda costas Augustão na minissérie O Canto da Sereia e o farmacêutico Seu Cazuza, pai de Marciana (Chandelly Braz) em Saramandaia. No ano seguinte, deu vida ao delegado Nuno Pedroso, responsável pela investigação do assassinato de Bruno Ferraz (Daniel de Oliveira) em O Rebu, além de viver Raul em A Segunda Vez. Em 2015, foi o prefeito corrupto Aderbal Pimenta em Babilônia e, no ano seguinte, atuou como Honório Alves na série E Aí... Comeu?, do canal de televisão Multishow; e como o capanga Cícero, braço direito da família de Sá Ribeiro em Velho Chico. Em 2017, esteve na pele de Toni em Os Dias Eram Assim e, posteriormente, foi apresentador do Manual de Sobrevivência para o Século XXI. Encerrou o decênio na telenovela A Dona do Pedaço como Amadeu e na série A Divisão, na qual permaneceu até o início da segunda temporada e onde viveu delegado Benício.
Voltou às novelas em 2022 no remake de Pantanal, adaptação de Bruno Luperi da obra do próprio avô, Benedito Ruy Barbosa, e de cujo elenco Palmeira havia feito parte como Tadeu. Na segunda versão, Palmeira interpretou Zé Leôncio na fase definitiva da trama, reeditando o papel que havia sido de Cláudio Marzo. O sucesso da parceria fez com que ela fosse reeditada em outra adaptação de Luperi: Renascer, de cujo elenco original Palmeira também havia feito parte como João Pedro e, mais uma vez, viveu o pai do seu personagem anterior (dessa vez o protagonista José Inocêncio, vivido anteriormente por Antônio Fagundes); por sua  interpretação como Inocêncio, foi indicado ao Melhores do Ano de Melhor Ator.  Paralelamente a Renascer, filmou a primeira temporada de Cidade de Deus: A Luta Não Para, da HBO Max, onde viveu o traficante Genivaldo Curió. Em 2025, foi anunciado no elenco de Três Graças, voltando a trabalhar com Aguinaldo Silva pela primeira vez desde Porto dos Milagres e interpretando o pai da protagonista vivida por Sophie Charlotte, com quem também contracenou em Renascer. 

### No cinema
Estreou nas telonas em 1968 fazendo participação em Copacabana Me Engana. Posteriormente, só retornaria ao cinema no início da década de 1980 nos longas Garota Dourada e Memórias do Cárcere. No ano seguinte, integrou o elenco da curta-metragem S.O.S. Brunet. Em 1986, esteve em cartaz nas obras A Cor do Seu Destino como Raul; Fulaninha como Rubinho; e esteve no elenco de Trancado por Dentro, formado por atores consagrados como Fernanda Montenegro e Paulo Gracindo. No ano seguinte, esteve nas telonas como Marcelinho em Leila Diniz como Hippie; participou da obra Romance da Empregada e atuou como Jacaré em Um Trem para as Estrelas. Sua consagração, no entanto, só ocorreria em 1988, ao interpretar Alpino em Dedé Mamata, recebendo o Kikito de Ouro de 'Melhor Ator Coadjuvante' no Festival de Gramado. No mesmo ano, concluiu o decênio atuando no curta-metragem Por Dúvidas das Vias.
Na década de 1990, integrou o elenco do filme Barrela: Escola de Crimes, ganhando pela segunda vez o Kikito de Ouro no Festival de Gramado, mas sendo a primeira na categoria como 'Melhor Ator'. Além disso, também participou do Stelinha como Eurico. Em 1991, viveu Eduardo Vicente Castelo em Vai Trabalhar, Vagabundo II: a Volta e, quatro anos mais tarde, encarnou na pele de Pedro I na obra Carlota Joaquina, Princesa do Brazil. Posteriormente, foi Edgar em Buena Sorte e um rapaz jovem em O Amor Está no Ar. Em 1997, ao interpretar um dos filhos de Anahy no longa Anahy de las Misiones, foi eleito 'Melhor Ator' pelo Festival de Brasília, sendo uma conquista inédita nesta premiação. Concluiu o milênio como Julinho em Como Ser Solteiro.
Na década de 2000, interpretou o personagem principal ainda jovem no filme Villa-Lobos - Uma Vida de Paixão e, no ano seguinte, foi Bugre em O Casamento de Louise. Em 2003, atuou com Bento em Dom e participou do curta-metragem Oswaldo Cruz - O Médico do Brasil no papel principal. Posteriormente, gravou o documentário Expedição A’Uwe - A Volta de Tsiwari, o qual originou o programa de mesmo nome da TV Cultura apresentado pelo ator. Em 2007, gravou um depoimento para o documentário O Tablado e Maria Clara Machado, além de viver Zé Araújo em O Homem Que Desafiou o Diabo. Concluiu a década nos papéis de Thales em A Mulher do Meu Amigo, foi Batavo em Quase um Tango... e Bela Noite para Voar como o político Carlos Lacerda.
Na década de 2010, viveu Honório, um dos protagonistas da comédia E Aí... Comeu? e Jorge em Vendo ou Alugo. Em 2014, atuou nos longas Os Homens São de Marte... e É pra lá que Eu Vou e A Noite da Virada como Tom e Mario, respectivamente. Dois anos mais tarde, emprestou sua voz para o personagem Balu em Mogli - O Menino Lobo. Em 2018, voltou a interpretar Tom Rodrigues, seu personagem em Os Homens São de Marte, na sequência Minha Vida em Marte. Encerrou a década nas obras Boca de Ouro como o personagem homônimo, um famoso chefe do jogo do bicho - papel este que lhe rendeu o Grande Prêmio do Cinema Brasileiro na categoria Melhor Ator em 2020 -, e A Divisão como Benício, reprisando seu papel na série de mesmo nome; foi ainda protagonista em O Barulho da Noite, interpretando Agenor e Intervenção como Major Douglas. Em 2020, anunciou estar gravando um especial de Natal com a produtora de vídeos Porta dos Fundos; o filme, Teocracia em Vertigem, foi lançado em dezembro do mesmo ano.Em 2025, anunciou sua estreia como diretor ao lado do pai, Zelito Viana, em Sedução, filme no qual também interpreta o protagonista, Paulo, um ator renomado e vaidoso que muda drasticamente de vida após a morte do pai na Região Norte do Brasil. 

## Filmografia

### Televisão
| Ano             | Título                                    | Personagem                                            | Notas                                         |
| --------------- | ----------------------------------------- | ----------------------------------------------------- | --------------------------------------------- |
| 1975            | O Menino Atrasado                         | Juninho                                               | Especial de fim de ano                        |
| 1985            | Chico Anysio Show                         | Clisares                                              | Participação                                  |
| 1986            | Roda de Fogo                              | Rapaz que socorre Renato                              | Participação                                  |
| 1987            | Mandala                                   | Creonte Silveira (jovem)                              | Episódios: "12–14 de outubro"                 |
| 1988            | Vale Tudo                                 | Mário Sérgio Sanches Rodrigues                        | [ 120 ]                                       |
| 1990            | Desejo                                    | Solón                                                 | [ 27 ]                                        |
| 1990            | Pantanal                                  | Tadeu Aparecido Leôncio                               | [ 26 ]                                        |
| 1991            | Amazônia                                  | Caio Mangabeira                                       | [ 29 ]                                        |
| 1991            | Amazônia                                  | Lúcio                                                 | [ 29 ]                                        |
| 1992            | Você Decide                               | Chico                                                 | Episódio: "Laços de Família"                  |
| 1993            | Renascer                                  | João Pedro Inocêncio                                  | [ 30 ] [ 122 ]                                |
| 1994            | Memorial de Maria Moura                   | Cirino                                                | [ 32 ] [ 33 ]                                 |
| 1995            | Irmãos Coragem                            | João Coragem                                          | [ 34 ]                                        |
| 1996            | A Vida Como Ela é..                       | Menezes                                               | [ 36 ]                                        |
| 1996            | A Comédia da Vida Privada                 | Tadeu                                                 | Episódio: "A Próxima Atração"                 |
| 1996            | Salsa e Merengue                          | Valentim Muñoz                                        | [ 38 ] [ 123 ]                                |
| 1998            | Torre de Babel                            | Alexandre Leme Toledo                                 | [ 39 ] [ 40 ]                                 |
| 1999            | Andando nas Nuvens                        | Francisco Viana de Oliveira Mota (Chico Mota/Chicote) | [ 41 ]                                        |
| 2000            | Esplendor                                 | Francisco Hodges                                      | [ 42 ] [ 124 ]                                |
| 2001            | Porto dos Milagres                        | Gumercindo Vieira (Guma)                              | [ 43 ] [ 125 ]                                |
| 2002            | Brava Gente                               | Bolado                                                | Episódio: "A Hora Errada"                     |
| 2002            | Coração de Estudante                      | Julio Rosa                                            | Episódios: "2–27 de setembro"                 |
| 2002            | Esperança                                 | José Carlos Merilo (Zequinha)                         | [ 46 ] [ 126 ]                                |
| 2003            | Celebridade                               | Fernando Amorim                                       | [ 47 ]                                        |
| 2004            | Histórias de Cama & Mesa                  | Bob                                                   | Especial de fim de ano                        |
| 2005            | Mandrake                                  | Dr. Paulo Mendes (Mandrake)                           | [ 51 ]                                        |
| 2005            | Belíssima                                 | Delegado Gilberto Moura                               | [ 49 ] [ 127 ]                                |
| 2006            | Cilada                                    | Daniel                                                | Episódio: "Supermercado"                      |
| 2008            | Três Irmãs                                | Bento Rio Preto                                       | [ 52 ] [ 128 ]                                |
| 2008            | Casos e Acasos                            | Renato                                                | Episódio: "O Encontro, O Assédio e O Convite" |
| 2008            | A'Uwe                                     | Apresentador                                          | [ 18 ]                                        |
| 2009            | Cama de Gato                              | Gustavo de Almeida Brandão / Vicente                  | [ 54 ] [ 130 ]                                |
| 2012            | As Brasileiras                            | Anderson                                              | Episódio: "A Justiceira de Olinda"            |
| 2012            | As Brasileiras                            | Fernando                                              | Episódio: "A De Menor do Amazonas"            |
| 2012            | Cheias de Charme                          | Sandro Barbosa                                        | [ 57 ]                                        |
| 2012            | Mandrake                                  | Dr. Paulo Mendes (Mandrake)                           | Telefilme                                     |
| 2013            | O Canto da Sereia                         | Agostinho Matoso (Augustão)                           | [ 58 ]                                        |
| 2013            | Saramandaia                               | Cazuza Moreira                                        | [ 60 ] [ 132 ]                                |
| 2014            | O Rebu                                    | Delegado Nuno Pedroso                                 | [ 61 ] [ 133 ]                                |
| 2014            | A Segunda Vez                             | Raul                                                  | [ 62 ]                                        |
| 2015            | Babilônia                                 | Aderbal Pimenta                                       | [ 63 ] [ 134 ]                                |
| 2016            | E Aí... Comeu?                            | Honório Alves Durões                                  | [ 64 ]                                        |
| 2016            | Velho Chico                               | Cícero Matoso (Ciço)                                  | [ 65 ] [ 135 ] [ 136 ]                        |
| 2017            | Os Dias Eram Assim                        | Antônio Pereira Sampaio (Toni)                        | [ 66 ] [ 137 ]                                |
| 2018 - presente | Manual de Sobrevivência para o Século XXI | Apresentador                                          | [ 67 ] [ 138 ]                                |
| 2019            | A Dona do Pedaço                          | Amadeu Matheus                                        | [ 68 ] [ 139 ]                                |
| 2019            | A Divisão                                 | Luís Henrique Benício (Benício)                       | [ 69 ] [ 140 ]                                |
| 2022            | Pantanal                                  | José Leôncio                                          | [ 141 ] [ 142 ]                               |
| 2024            | Renascer                                  | José Inocêncio                                        | [ 143 ]                                       |
| 2024            | Cidade de Deus: A Luta Não Para           | Curió                                                 | [ 144 ]                                       |
| 2025            | Tributo                                   | Ele mesmo                                             | Episódio: "Dennis Carvalho"                   |
| 2025            | Três Graças                               | Joaquim                                               | [ 146 ]                                       |

### Cinema
| Ano  | Título                                          | Personagem                        | Notas                   |
| ---- | ----------------------------------------------- | --------------------------------- | ----------------------- |
| 1968 | Copacabana Me Engana                            | —                                 |                         |
| 1982 | O Segredo da Múmia                              | Marcos Viana                      |                         |
| 1984 | Garota Dourada                                  | Matheus                           |                         |
| 1984 | Nunca Fomos Tão Felizes                         | Estudante Interno                 |                         |
| 1984 | Memórias do Cárcere                             | —                                 | [ 74 ]                  |
| 1985 | A Espera                                        |                                   | Curta-metragem          |
| 1986 | S.O.S. Brunet                                   | Odelei                            | Curta-metragem          |
| 1986 | A Cor do seu Destino                            | Raul                              |                         |
| 1986 | Fulaninha                                       | Rubinho                           |                         |
| 1986 | Trancado por Dentro                             | Cadú                              | Curta-metragem          |
| 1987 | Ele, o Boto                                     | Pescador                          |                         |
| 1987 | Leila Diniz                                     | Marcelinho                        |                         |
| 1987 | Romance da Empregada                            | Luiz                              |                         |
| 1987 | Um Trem para as Estrelas                        | Jacaré                            |                         |
| 1988 | Dedé Mamata                                     | Alpino                            |                         |
| 1988 | Por Dúvidas das Vias                            | Rapaz da xerox                    | Curta-metragem          |
| 1990 | Barrela: Escola de Crimes                       | Tirica                            |                         |
| 1990 | Stelinha                                        | Eurico                            |                         |
| 1990 | Les Cavaliers aux Yeux Verts                    | Joachim                           | [ 28 ]                  |
| 1991 | Vai Trabalhar, Vagabundo II: a Volta            | Edu                               |                         |
| 1995 | Carlota Joaquina, princesa do Brazil            | Pedro I                           |                         |
| 1996 | Buena Sorte                                     | Edgar                             |                         |
| 1997 | Anahy de las Misiones                           | Solano                            | [ 92 ] [ 92 ] [ 151 ]   |
| 1997 | O Amor Está no Ar                               | Carlos Henrique                   | [ 90 ]                  |
| 1998 | Como Ser Solteiro                               | Julinho                           | [ 93 ]                  |
| 2000 | Villa-Lobos - Uma Vida de Paixão                | Heitor Villa-Lobos                | [ 94 ]                  |
| 2001 | O Casamento de Louise                           | Bugre                             | [ 95 ] [ 152 ]          |
| 2003 | Dom                                             | Bentinho                          | [ 96 ]                  |
| 2003 | Oswaldo Cruz - O Médico do Brasil               | Oswaldo Cruz                      | Curta-metragem          |
| 2004 | Expedição A’Uwe - A Volta de Tsiwari            | Ele mesmo                         | Documentário            |
| 2007 | O Tablado e Maria Clara Machado                 | Ele mesmo                         | Documentário            |
| 2007 | O Homem que Desafiou o Diabo                    | Zé Araújo / Ojuara                | [ 100 ]                 |
| 2008 | A Mulher do meu Amigo                           | Thales                            | [ 101 ]                 |
| 2009 | Quase um Tango...                               | Marcelino Van Der Amstel (Batavo) | [ 102 ]                 |
| 2009 | Bela Noite para Voar                            | Carlos Lacerda                    | [ 103 ]                 |
| 2012 | E Aí... Comeu?                                  | Honório Alves Durões              | [ 104 ] [ 153 ] [ 154 ] |
| 2013 | Vendo ou Alugo                                  | Jorge                             | [ 105 ]                 |
| 2014 | Os Homens São de Marte... E É Pra Lá que Eu Vou | Tom Rodrigues                     | [ 106 ]                 |
| 2014 | A Noite da Virada                               | Mario                             |                         |
| 2016 | Mogli - O Menino Lobo                           | Balu (voz)                        | Dublagem                |
| 2018 | Minha Vida em Marte                             | Tom Rodrigues                     |                         |
| 2019 | O Barulho da Noite                              | Agenor                            |                         |
| 2020 | Boca de Ouro                                    | Boca de Ouro                      |                         |
| 2020 | A Divisão: O Filme                              | Luís Henrique Benício             |                         |
| 2021 | Intervenção: É Proibido Morrer                  | Major Douglas                     |                         |
| TBA  | Sedução                                         | Paulo Martins                     | Também diretor          |

### Internet
| Ano  | Título                | Personagem   |
| ---- | --------------------- | ------------ |
| 2020 | Teocracia em Vertigem | Manifestante |

### Audiolivros
| Ano  | Título                            | Papel    |
| ---- | --------------------------------- | -------- |
| 2023 | Dom Casmurro por Machado de Assis | Narrador |

## Teatro
| Ano  | Título                                    | Personagem          |
| ---- | ----------------------------------------- | ------------------- |
| 1975 | Édipo Rei                                 | [ 20 ] [ 83 ]       |
| 1976 | O Boi e o Burro a Caminho de Belém        | [ 83 ]              |
| 1978 | Incelença                                 | [ 83 ]              |
| 1979 | Deus e o Povo Minha Ira e Minha Esperança | [ 83 ]              |
| 1981 | O Diamante do Grão Mongol                 | [ 83 ]              |
| 1982 | Os Meninos da Rua Paulo                   | [ 83 ]              |
| 1984 | Maria Minhoca                             | [ 83 ]              |
| 1984 | Chapetuba Futebol Clube                   | [ 20 ] [ 83 ]       |
| 1985 | Os XII Trabalhos de Hércules – II Parte   | [ 83 ]              |
| 1986 | Quem matou o Leão?                        | [ 83 ] [ 159 ]      |
| 1986 | Larga do Meu Pé                           | [ 83 ]              |
| 1987 | Ligações Perigosas                        | [ 20 ] [ 83 ]       |
| 1988 | Uma Lição Longe Demais                    | [ 83 ]              |
| 1993 | Othello                                   | Othello             |
| 1999 | Diário Secreto de Adão e Eva              | Adão                |
| 2002 | Mais Uma Vez Amor                         | Rodrigo             |
| 2007 | Virgolino e Maria – Auto de Angicos       | Virgolino (Lampião) |

## Prêmios e indicações
| Ano  | Prêmio                             | Categoria                                 | Trabalho                   | Resultado |
| ---- | ---------------------------------- | ----------------------------------------- | -------------------------- | --------- |
| 1988 | Festival de Gramado                | Kikito de Ouro de Melhor Ator Coadjuvante | Dedé Mamata                | Venceu    |
| 1988 | Prêmio Lei Sarney                  | Melhor Ator Revelação                     | Dedé Mamata                | Venceu    |
| 1990 | Festival de Gramado                | Kikito de Ouro de Melhor Ator             | Barrela - Escola de Crimes | Venceu    |
| 1997 | Festival de Brasília               | Troféu Candango de Melhor ator            | Anahy de las Misiones      | Venceu    |
| 2002 | Troféu Imprensa                    | Melhor Ator                               | Porto dos Milagres         | Indicado  |
| 2002 | Prêmio Contigo! de TV              | Melhor Par Romântico                      | Porto dos Milagres         | Indicado  |
| 2003 | Prêmio Contigo! de TV              | Melhor Ator Cômico                        | Esperança                  | Indicado  |
| 2004 | Prêmio Contigo! de TV              | Melhor Ator de Novela                     | Celebridade                | Indicado  |
| 2004 | Prêmio Austregésilo de Athayde     | Melhor Ator                               | Celebridade                | Venceu    |
| 2004 | Festival de Cinema de Varginha     | Melhor Ator                               | Dom                        | Venceu    |
| 2008 | Prêmio Trip Transformadores        | Alimentação - Gestão e Inteligência       | Fazenda Vale das Palmeiras | Venceu    |
| 2009 | Festival de Gramado                | Melhor Ator                               | Quase um Tango...          | Indicado  |
| 2010 | Prêmio Qualidade Brasil            | Melhor Ator                               | Cama de Gato               | Indicado  |
| 2010 | Prêmio Faz Diferença               | Razão Social                              | Fazenda Vale das Palmeiras | Venceu    |
| 2012 | Prêmio Quem de Cinema              | Melhor Ator                               | E Aí... Comeu?             | Indicado  |
| 2013 | Prêmio Extra de Televisão          | Melhor Ator Coadjuvante                   | Cheias de Charme           | Indicado  |
| 2013 | Prêmio Quem de Televisão           | Melhor Ator Coadjuvante                   | Cheias de Charme           | Indicado  |
| 2013 | Emmy Internacional                 | Melhor Ator Internacional                 | Mandrake                   | Indicado  |
| 2013 | Cine Ceará                         | Troféu Eusélio Oliveira                   | Homenagem                  | Venceu    |
| 2015 | Prêmio Extra de Televisão          | Melhor Ator Coadjuvante                   | Babilônia                  | Indicado  |
| 2019 | Brazilian Film Festival of Miami   | Melhor Ator                               | Boca de Ouro               | Indicado  |
| 2021 | Festival Sesc Melhores Filmes      | Melhor Ator Nacional                      | Boca de Ouro               | Indicado  |
| 2021 | Prêmio Platino                     | Melhor Interpretação Masculina            | Boca de Ouro               | Indicado  |
| 2021 | Grande Prêmio do Cinema Brasileiro | Melhor Ator                               | Boca de Ouro               | Venceu    |
| 2022 | Prêmio Notícias de TV              | Melhor Ator                               | Pantanal                   | Venceu    |
| 2022 | Melhores do Ano NaTelinha          | Melhor Ator                               | Pantanal                   | Indicado  |
| 2022 | Melhores do Ano                    | Ator de Novela                            | Pantanal                   | Indicado  |
| 2022 | Prêmio Contigo! Online             | Melhor Ator de Novela                     | Pantanal                   | Indicado  |
| 2022 | Melhores do Ano AnaMaria           | Ator do Ano                               | Pantanal                   | Indicado  |
| 2022 | Veja Rio - Cariocas do Ano         | Televisão                                 | Pantanal                   | Venceu    |
| 2022 | Prêmio Área VIP                    | Melhor Ator                               | Pantanal                   | Indicado  |
| 2023 | Prêmio APCA de Televisão           | Melhor Ator                               | Pantanal                   | Indicado  |
| 2023 | Prêmio iBest                       | Influenciador Protagonista                | Pantanal                   | Indicado  |
| 2024 | Prêmio Notícias de TV.com          | Melhor Ator Protagonista                  | Renascer                   | Venceu    |
| 2024 | Prêmio Área VIP                    | Melhor Ator                               | Renascer                   | Indicado  |
| 2024 | Melhores do Ano                    | Ator de Novela                            | Renascer                   | Indicado  |
| 2025 | Troféu Internet                    | Melhor Ator                               | Renascer                   | Indicado  |
| 2025 | Troféu Imprensa                    | Melhor Ator                               | Renascer                   | Indicado  |